# Петър Каров
Петър Димитров Каров е български офицер, генерал-майор от пехотата, командир на рота от 82 пехотен полк през Първата световна война (1915 – 1920), командир на 10 пехотна дивизия (1941 – 1945) и инспектор на пехотата (1941 – 1945) през Втората световна война (1941 – 1946).

## Биография
Петър Каров е роден на 28 февруари 1890 г. в Кюлевча, Княжество България. През 1914 г. завършва Военното на Негово Величество училище и на 22 август е произведен в чин подпоручик. Взема участие в Първата световна война (1915 – 1925) като командир на рота от 82-ри пехотен полк, за която служба през 1921 г. съгласно заповед № 462 по Министерството на войната „за отличия и заслуги през третия период на войната“ е награден и с Военен орден „За храброст“1 степен, 1-ви клас. На 30 май 1915 г. е произведен в чин поручик. На 1 май 1920 г. е произведен в чин капитан. Служи в 19-и пехотен шуменски полк и 4-ти пехотен плевенски полк.
От 1926 г. капитан Каров служи в 7-а пехотна дружина, а от 1929 г. в 4-та пехотна дружина. На 15 май 1932 е произведен в чин майор. През 1932 г. майор Каров е назначен за служба в 7-и пехотен преславски полк, през 1934 г. е назначен за началник на 24-ти пограничен участък, като същата година на 26 август е произведен в чин подполковник. През следващата година подполковник Петър Каров е назначен за началник на Плевенското военно окръжие и същата година е назначен на служба в 8-и пехотен приморски полк. През 1938 г. е назначен за помощник-началник на Школата за запасни офицери и на 3 октомври същата година е произведен в чин полковник. През 1939 г. е назначен на служба в Пехотната инспекция.
По време на Втората световна война (1941 – 1945) полковник Петър Каров служи на най-високата пехотна длъжност като началник на пехотата (28 юни 1941 – 11 септември 1944), като същевременно е и командир на 12-а пехотна дивизия (1941 – 11 септември 1944).
Арестуван след Деветосептемврийския преврат от 1944 година, Петър Каров е убит на 11 септември 1944 г. в Елхово от войници от 32-ри пехотен загорски полк. Уволнен е от служба на 13 септември 1944 г. официално „по навършване на 25-годишна служба“, но реално с тази заповед, както и със заповедта от 14 септември е направена първата чистка на т.нар. „реакционни елементи от армията“.
Петър Каров е женен и има 2 деца.

## Военни звания
- Подпоручик (25 август 1915)
- Поручик (30 май 1917)
- Капитан (1 май 1920)
- Майор (15 май 1930)
- Подполковник (26 август 1934)
- Полковник (3 октомври 1938)
- Генерал-майор (6 май 1943)

## Награди
- Военен орден „За храброст“, ,1 степен, 1 клас (1921)

## Образование
- Военно на Негово Княжеско Височество училище (до 1915)